# Laminacauda nana
Laminacauda nana är en spindelart som beskrevs av Alfred Frank Millidge 1991. Laminacauda nana ingår i släktet Laminacauda och familjen täckvävarspindlar. Inga underarter finns listade i Catalogue of Life.